# كارلو لاندبرج
كارلو لاندبرج (بالسويدية:Carlo Landberg) (1264-1342هـ/1848-1924م) هو مستشرق سويدي.
قام برحلات إلى بلاد العرب، ومكث فيها أعواماً، ليتعلم العربية وآدابها.